# Каптан

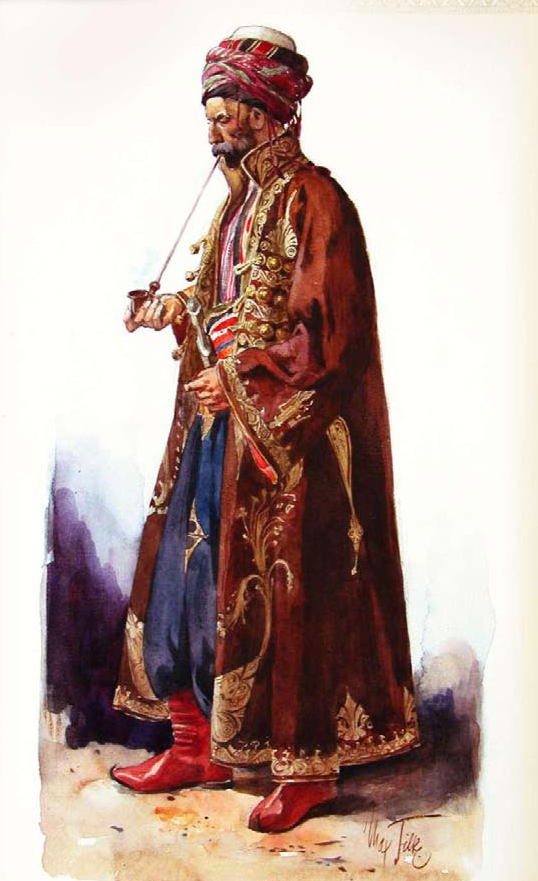
Курд у каптані

Капта́н, заст. і діал. кафта́н (від тур. kaftan, для якого припускають перську чи питомо тюркську етимологію) — традиційний верхній одяг перського походження. Мав форму халата або пальта. Поширений у середньовічних мусульманських країнах Близького та Середнього сходу, Кримському ханстві, Московському царстві, Україні (український кафтан). Аналог польсько-українського жупана чи кунтуша. Звужений і укорочений каптан називався каптанцем.
У Польщі каптан був частиною традиційного одягу західних та східних краків'ян. Він мав вигляд довгого жилета з китицями та вишитий рослинним орнаментом.

## Опис
Каптан шився з широкими плечима та дуже вузьким станом. Каптани шили з кармазиного сукна, а на підкладку використовували перську клітчасту тканину. На грудях каптани защіпалися на дрібні шовкові ґудзики та шовкові петельки. Рукави у каптанах були вузькі, а в кінці навпроти долоні мали розрізи, завдяки яким рукави відвертали. Ці відвороти називалися «заковраші», такі заковраші обшивалися темно-блакитним оксамитом, та в розрізах защіпалися на металеві гаплики. З боків у шви були вшиті кишені.
Різновиди каптана: нижні і верхні (які носили поверх іншого одягу, наприклад ферязі). Верхні часто робилися теплими, з хутром або стьобаною на ваті підкладкою. Короткий каптан називався півкаптан, півкаптання (рос. полукафтан, полукафтанье), він був схожий на свитку.
Прості (звичайні) каптани були: дощові, їздові, столові, сумирні та ін. Ошатні каптани мали відкладне намисто на комірі, золоті петлиці з китицями спереду, зап'ястя біля рукавів і мережива на полах. Намисто, зап'ястя і петлиці іноді обшивалися дорогоцінним камінням та перлами. Каптан застібався встик і мав на грудях шість-вісім петлиць. Внизу з боків каптана також були розрізи з петлицями. Каптан мав довгі рукави. З XVII століття до нього додається високий стоячий, багато прикрашений комір — «козир».
Домашній каптан — одяг багатих людей, який носили тільки вдома. Це довгий, до підлоги, одяг, з невеликим захо́дом направо. Домашній каптан застібали на ґудзики.

## Типи
- Становий каптан — шили по фігурі, «по стану». Становий каптан мав короткі, до ліктя, рукави.
- Польський каптан — з'явився в XVII столітті. Верхня частина каптана (від пояса) щільно охоплювала фігуру, а нижні поли — широкі. Рукава дуже широкі і пишні у плеча і вузькі від ліктя до кисті.
- Український каптан
- Терлик — каптан, який носили царські охоронці (ринди), сокольничі та інші. Був схожий на польський каптан. Терлик мав спереду особливий нагрудник, що застібається на правій стороні грудей і правому плечі.
- Чуга — каптан для верхової їзди і для військових. Цей каптан мав короткі рукави і відкладний комір, а на подолі по два бічних розрізи.

За своїм кроєм каптани були станові, з перехопленням на талії і недовгими, широкими рукавами, і турських — без коміра, із застібкою на шиї і лівому боці. Каптани шилися з атласу, оксамиту, камчатки, тафти, сукна та інших тканин.
У творі італійця Ф. Тьєполо, складеному за розповідями очевидців, російська піхота середини XVI століття описується таким чином: «Піхота носить такі ж каптани (як і кіннота), і мало хто має шоломи».

## Галерея

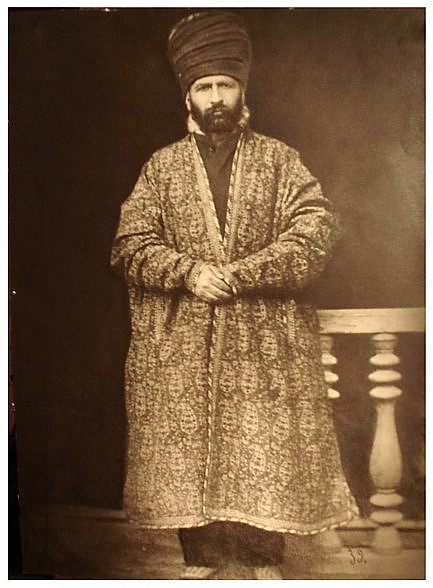
Перський каптан
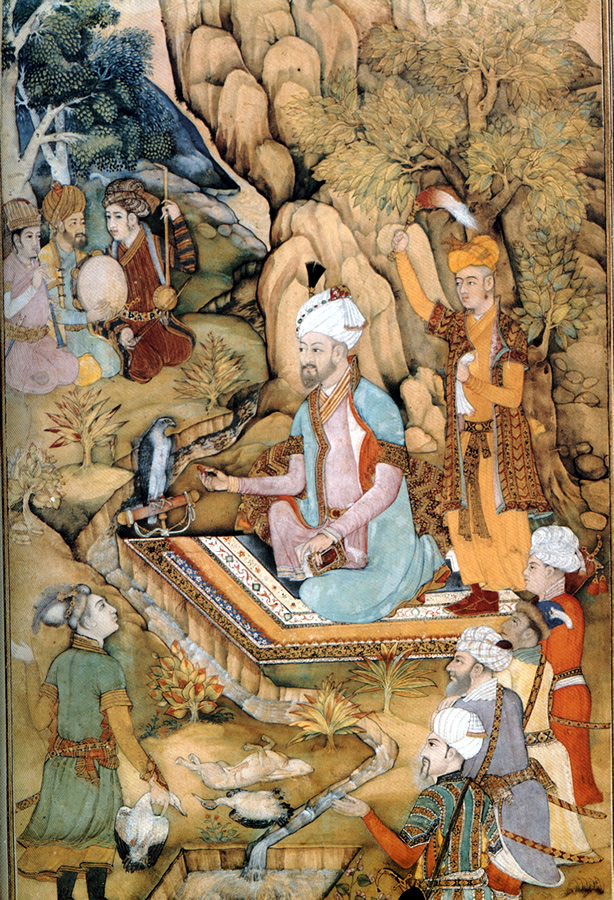
Перські каптани
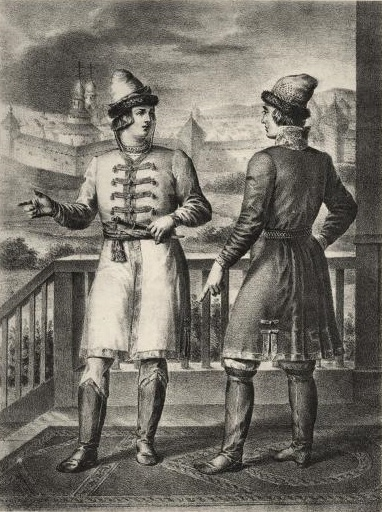
Московські каптани
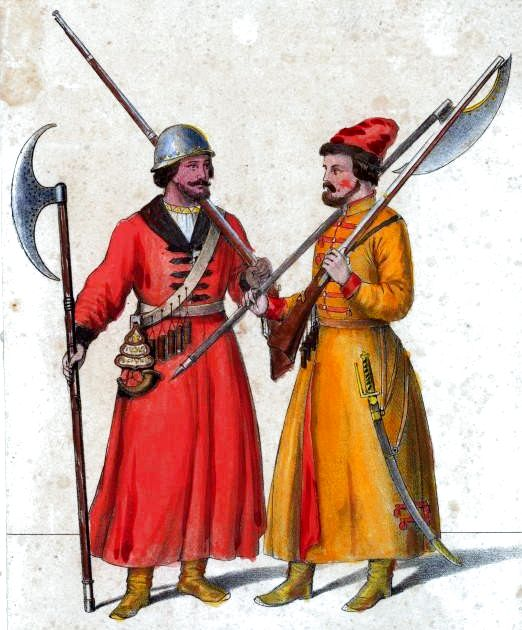
Московські стрільці в каптанах
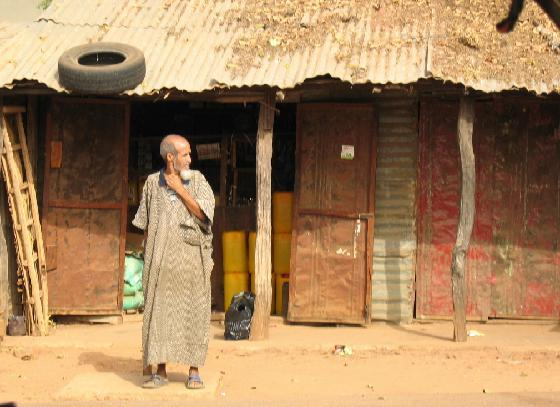
Марокканський каптан
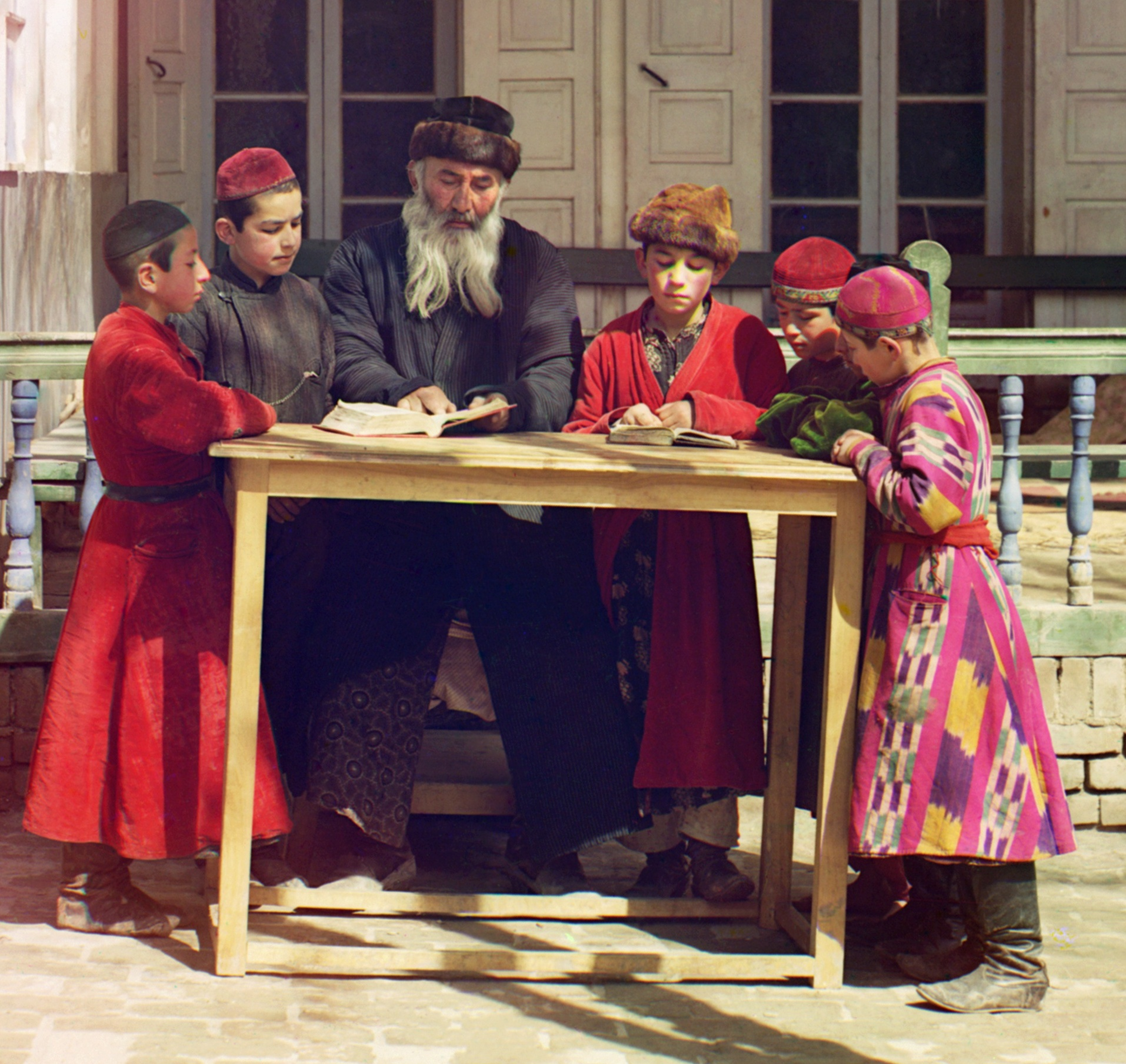
Самаркандські каптани